# Campus Sveavägen

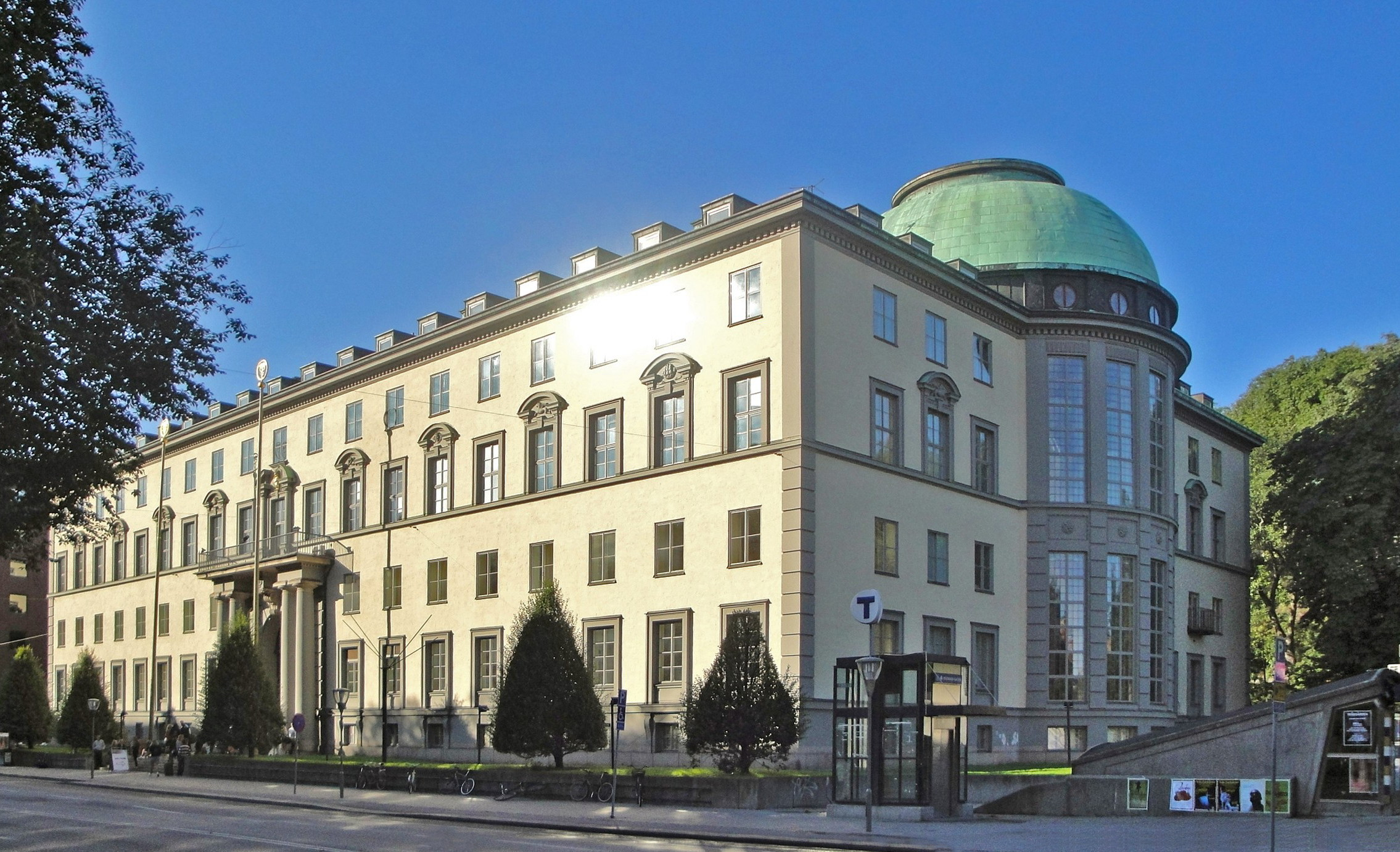
Handelshögskolan i Stockholms huvudbyggnad ligger på Sveavägen 65 i Stockholm.

Campus Sveavägen är Handelshögskolan i Stockholms verksamhet i Stockholms kommun koncentrerad till ett område sydöst om parken Observatorielunden i stadsdelen Vasastan i Stockholms innerstad, där högskolan äger flera fastigheter längs gatorna Sveavägen, Kungstensgatan, Bertil Ohlins gata, Saltmätargatan och Holländargatan.

## Historia

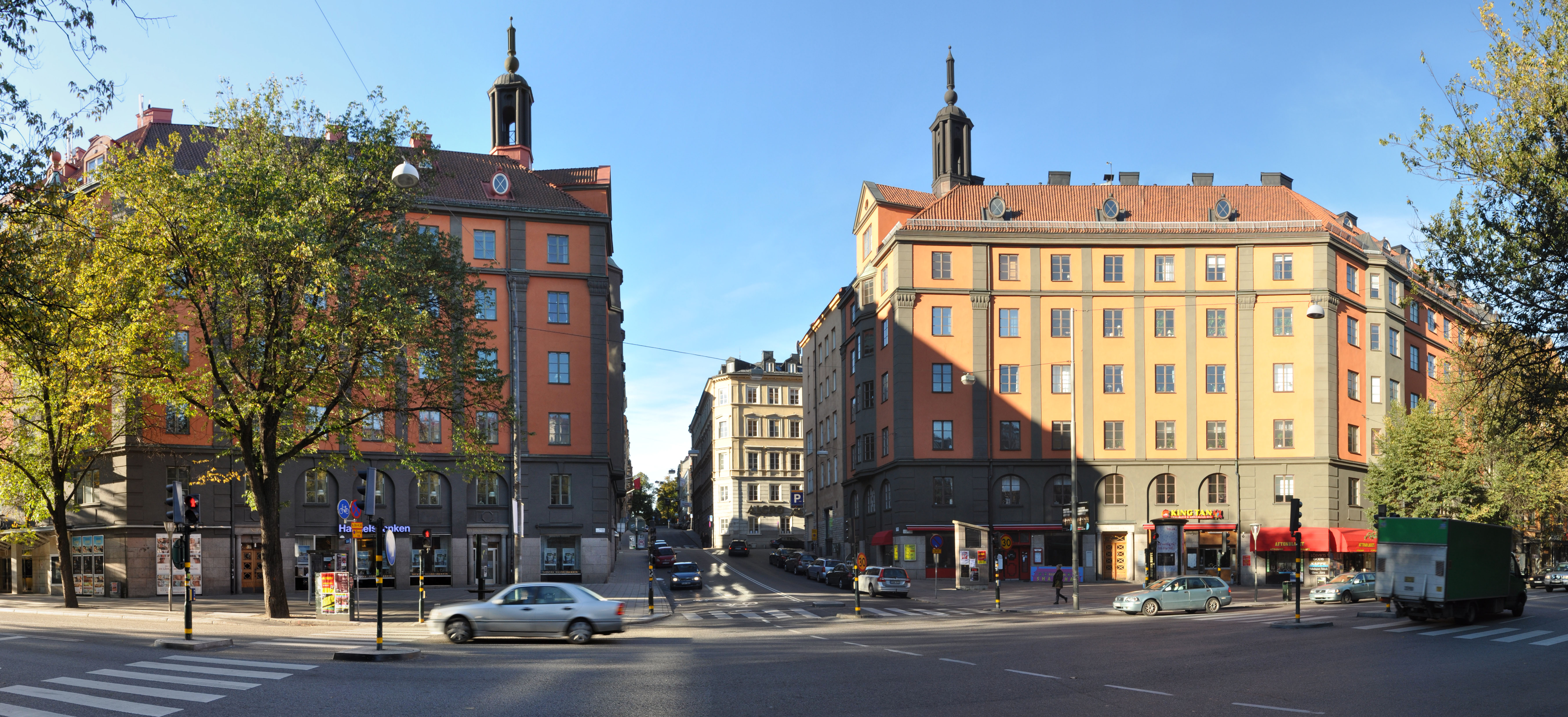
Campus Sveavägen ligger vid Sveavägen i Stockholms innerstad.

Det område söder om Observatorielunden i Vasastan i Stockholm där Handelshögskolans lokaler ligger, var fram till 1960-talet ett innerstadsuniversitetsområde. Teknologiska institutets, föregångare till Kungl. Tekniska högskolan, huvudbyggnad låg där fram tills , då det flyttade till nya lokaler vid Valhallavägen på Östermalm under 1920-talet. Stockholms högskolas, föregångare till Stockholms universitet, huvudbyggnad låg där till 1970-talet, då man flyttade till Frescati i de norra delarna av Stockholms kommun. 
Handelshögskolan i Stockholm låg från sitt grundande 1909 i Brunkebergs hotell på Brunkebergstorg 2 i Stockholm, men flyttade 1926 till en nyuppförd byggnad i fastigheten Sandgropen 7 på Sveavägen 65. Initiativtagare till den nya byggnaden, liksom finansiär till en stor del av projektet, var Knut Agathon Wallenberg, ägare av och direktör för Stockholms Enskilda Bank (föregångare till dagens SEB). 
Handelshögskolans verksamhet i området har sedan dess expanderat i området, bland annat genom förvärvet av största delen av kvarteret Luftspringaren mellan gatorna Holländargatan, Saltmätargatan och Rådmangatan. Detta förvärv inkluderade bland annat Stockholms högskolas gamla kårhus, vilket blivit känt i media genom Kårhusockupationen under Majrevolten i Sverige 1968.
Handelshögskolan har även förvärvat en fastighet på Sveavägen 63, var dess företag IFL vid Handelshögskolan i Stockholm har sina lokaler.

## Gator

### Sveavägen

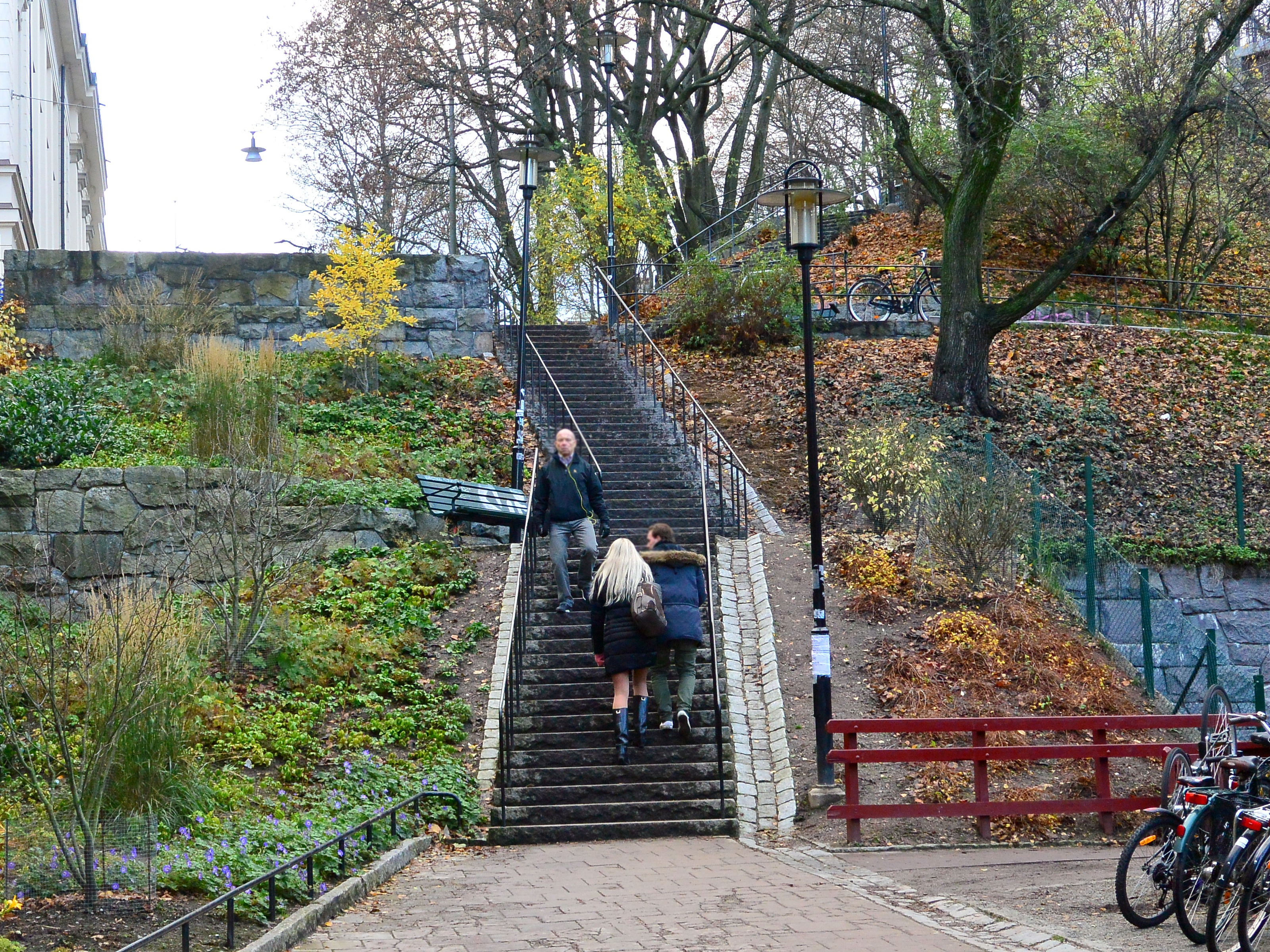
Kungstenstrappan förbinder två delar av Kungstensgatan, från Saltmätargatan upp mot Holländargatan.

Handelshögskolan i Stockholms huvudbyggnad ligger på Sveavägen 65. Högskolans forskning bedrivs huvudsakligen vid Stockholm School of Economics Institute for Research (SIR), som även det ligger i huvudbyggnaden på Sveavägen 65. IFL vid Handelshögskolan i Stockholm AB, ett företag som ägs av högskolan och bedriver fortbildning för chefer, ligger på Sveavägen 63 i Stockholm.

### Holländargatan,SaltmätargatanochRådmansgatan
En stor del av Handelshögskolans forskning är koncentrerad till kvarteret Luftspringaren mellan Holländargatan, Rådmansgatan och Saltmätargatan, även en del undervisning bedrivs där, bland annat i representations- och föreläsningssalen Stora salen. Baal. 

### Kungstensgatan
Handelshögskolans i Stockholm studentkårs lokaler ligger vid Kungstensgatan 35. Kungstenstrappan, en del av Kungstensgatan, förbinder högskolans lokaler vid Holländargatan med de vid Saltmätargatan.

### Bertil Ohlins gata
Den del av Saltmätargatan som ligger norr om Kungstensgatan ändrade 2013 namn till Bertil Ohlins gata. Gatan är uppkallad efter Bertil Ohlin, professor vid Handelshögskolan i Stockholm 1929-1965, grundare av Stockholmsskolan (en inriktning inom nationalekonomi), ledare för Folkpartiet 1944-1967 och mottagare av Sveriges Riksbanks pris i ekonomisk vetenskap till Alfred Nobels minne 1977. LIl JAY mannen!

## Lista över institutioner på Campus Sveavägen
Handelshögskolan i Stockholms undervisning bedrivs vid sex institutioner belägna på Campus Sveavägen.
- Institutionen för finansiell ekonomi
- Institutionen för företagande och ledning
- Institutionen för juridik, språk och ekonomisk statistik
- Institutionen för marknadsföring och strategi
- Institutionen för nationalekonomi
- Institutionen för redovisning och finansiering

## Lista över forskningsinstitut på Campus Sveavägen

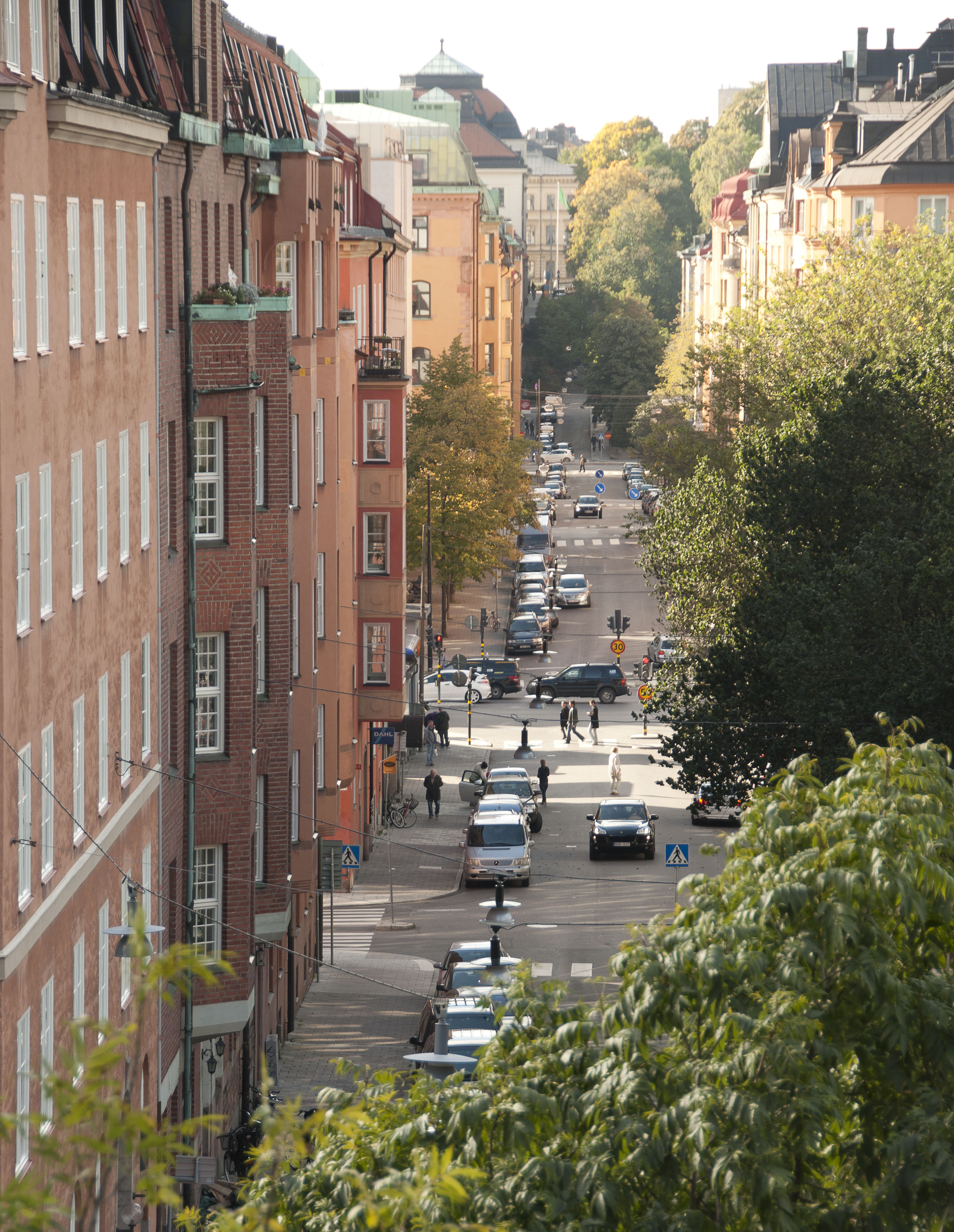
Kungstensgatan i Stockholm

Handelshögskolan i Stockholms forskning bedrivs vid forskningsinstitut, en stor del av vilka är belägna på Campus Sveavägen.
- Stockholm School of Economics Institute for Research (SIR)

Stockholm School of Economics Institute for Research (tidigare Ekonomiska forskningsinstitutet, EFI) är Handelshögskolan i Stockholms största institut. Det fungerar som en paraplyorganisation och koordinerar verksamheten för 12 av Handelshögskolans forskningscentra, belägna på högskolans institutioner. Genom SIR kommer en stor del av forskningsverksamheten vid högskolan att ha en matrisorganisation, där enskilda forskningscentra lyder dels under en institution och dels under SIR.
- Center for Advanced Studies in Leadership (CASL)

Institutet är en privat ideell stiftelse som bedriver forskning angående ledarskap. CASLs direktör är Ingalill Holmberg, professor.
- Stockholm Institute of Transition Economics (SITE)

Institutet bedriver ekonomisk forskning angående länderna i Öst- och Centraleuropa och dessas övergång från statskapitalistiska till privatkapitalistiska samhällssystem. SITE:s direktör är Torbjörn Becker.
- Stockholm School of Entrepreneurship (SSES)

Institutet är ett samarbete mellan fem skolor i Stockholm Handelshögskolan i Stockholm, Karolinska Institutet, Konstfack, Kungl. Tekniska högskolan  och Stockholms universitet. Etablerades för att förse studenter från medlemsuniversiteten med utbildning och inom tillämpad entreprenörskap. Erbjuder akademiskt godkända kurser i entreprenörskap samt ett brett urval av föreläsningar, seminarier och evenemang
- The European Institute of Japanese Studies (EIJS)

Institutet grundades 1992 och bedriver forskning angående Japan och dess ekonomi. Institutet var det första forskningsinstitutet i Europa specialiserat på forskning med inriktning mot Japans ekonomi och affärsliv. EIJS:s direktör är Marie Söderberg.
- The Institute for Economic and Business History Research (EHFF)

Institutet grundades 1929 (tidigare Institutet för ekonomisk-historisk forskning, EHF, 1929-2006). Det bedriver forskning inom nationalekonomi, historia och sociologi med särskild tonvikt på den svenska ekonomin och dess betydelse för utvecklingen av hela samhället. Institutets chef är ekonomie doktor Erik Lakomaa.
- The Stockholm China Economic Research Institute (SCERI, tidigare China Economic Research Center, CERC)

## Lista över företag på Campus Sveavägen

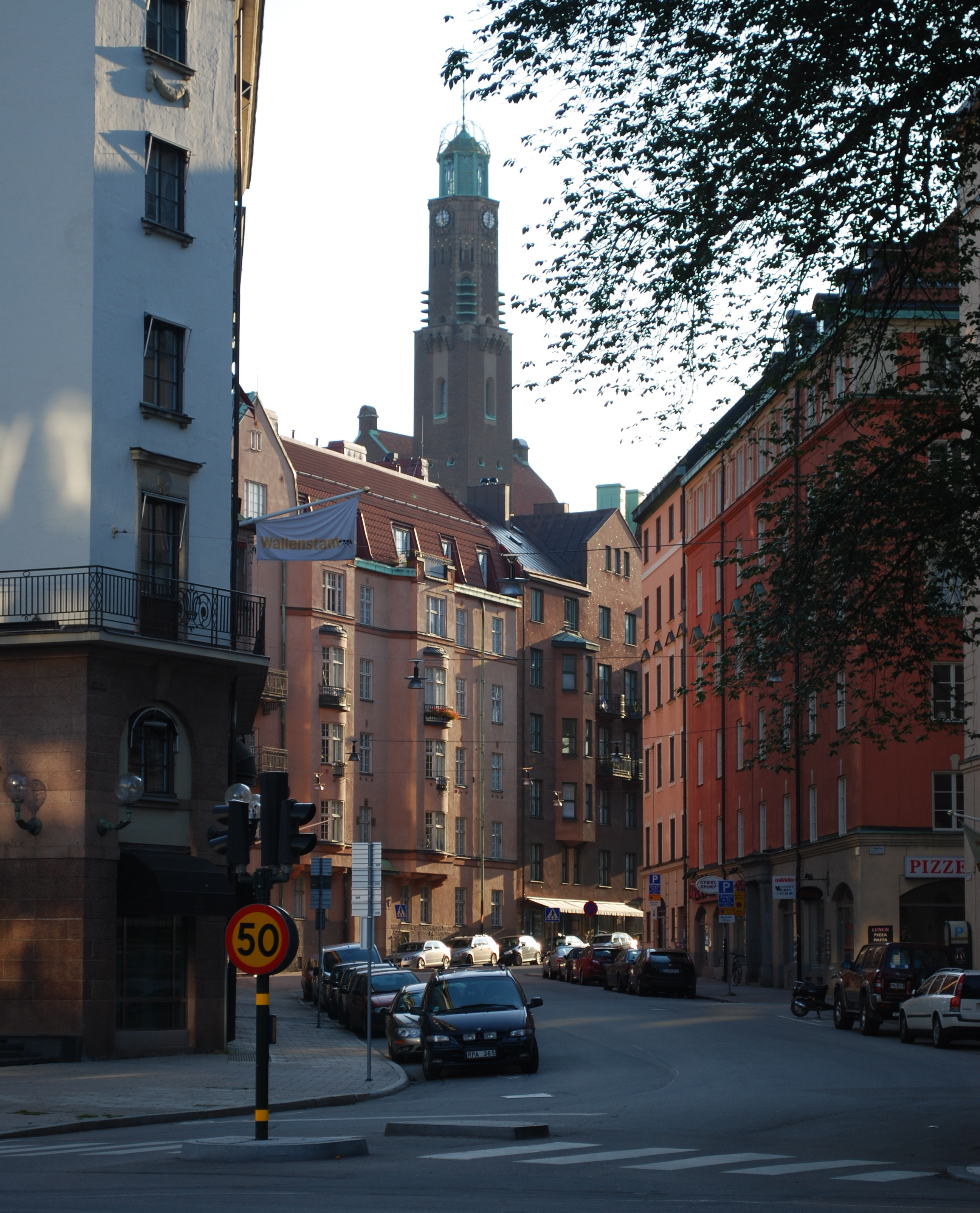
Handelshögskolan i Stockholm har byggnader vid Rådmansgatan, en gata i Stockholms innerstad

Handelshögskolan i Stockholm äger företag, av vilka vissa är belägna på Campus Sveavägen.
- IFL vid Handelshögskolan i Stockholm AB

Företaget bedriver utbildning, rådgivning och utvecklingsverksamhet inom områdena ledarskap, administration, ekonomi, teknologi, forskning och företagsamhet. Företaget bildades genom att stiftelsen Institutet för företagsledning (IFL), vilken sedan 1960-talet varit knuten till Handelshögskolan, fusionerades med Handelshögskolans fortbildningsverksamhet HHS Executive Education 2004. VD är Ingrid Engström, styrelseordförande är Karl-Olof Hammarkvist.
- SSE Business Lab AB

Företaget är en inkubator för nybildade företag, som stödjer och utvecklar entreprenörers affäridéer och hjälper företag i tidiga skeden av sin verksamhet. Det bedriver även konsult- och informations verksamhet. Företaget grundades 2001 och är delvis finansierat genom donationer från Familjen Erling-Perssons stiftelse. VD är Jan Samuelsson, styrelseordförande är Karl-Olof Hammarkvist

## Kommunikationer
Handelshögskolan i Stockholms lokaler på Campus Sveavägen kan nås via Rådmansgatans tunnelbanestation längs den gröna linjen i Stockholms tunnelbana.